# NGC 4229
NGC 4229 est une galaxie lenticulaire située dans la constellation des Chiens de chasse. NGC 4229 a été découverte par l'astronome germano-britannique William Herschel en 1876.

## Caractéristiques

### Distance
Sa vitesse par rapport au fond diffus cosmologique est de 7 039 ± 19 km/s, ce qui correspond à une distance de Hubble de 103,8 ± 7,3 Mpc (∼339 millions d'al).

## Paire de galaxies
NGC 4227 et NGC 4229 forment une paire de galaxie, mais l'image obtenue des données du relevé SDSS ne montre aucune interaction gravitationnelle entre elles.